# Carabba

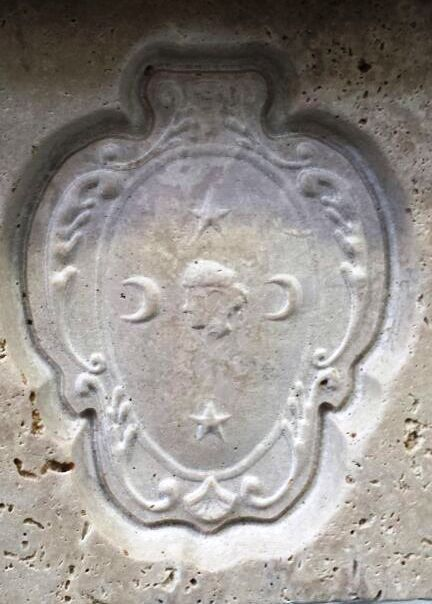
Stemma in pietra dei Carabba di Lanciano, presso la cappella di famiglia nel cimitero comunale

I Carabba (o Carrabba) sono un antico e storico casato stabilitosi tra Lanciano e Paglieta sin dal XV secolo.
L'opinione più diffusa tra gli storici di memorie patrie vuole che i Carabba siano un'antica e potente famiglia mercantile di origini veneziane giunta a Lanciano sul finire del XV secolo, per importare i traffici commerciali in quella che era una delle principali piazze del Regno.
Il documento più antico degli archivi lancianesi è un atto del Notar Della Torre datato 29 giugno 1511 nel quale compare il nobilis Mariano di Cola Carabba.
È cosa certa che tra il XVI e il XXI secolo, salvo un breve periodo del XVIII, la famiglia ricoprì alte cariche cittadine ed ecclesiastiche e contrassero alleanze matrimoniali con le più importanti famiglie lancianesi e forestiere. L'indagine storica documentale ha accertato che alcuni rami della famiglia vissero per oltre cinque secoli “more nobilium”, erigendo cappellanie laicali e giuspatronati e accedendo a sodalizi per soli nobili, quali l'Arciconfraternita Morte e Orazione, la Nobile Congregazione di Montecalvario ovvero Arciconfraternita della SS. Concezione e Purità di Maria dei Nobili in Montecalvario e l'Arciconfraternita de' Nobili Uffiziali di Guerra e Marina.
Nel corso dei secoli alcuni rami della famiglia da Lanciano presero residenza in Napoli, Chieti, Pescara e Venezia.
Arma: Di rosso alla testa di moro attortigliata, accompagnata da due stelle (6), una in capo ed una in punta, e fiancheggiata da due crescenti volti, il tutto d'oro.
Arma antica: D'azzurro alla fascia d'oro sormontata da un leone rampante afferrante una caraffa.
Motto: Ex Arduis Perpetuum Nomen (da ardue imprese fama eterna)

## Membri illustri

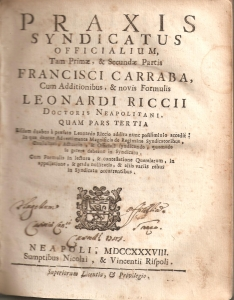
Ristampa settecentesca del trattato di Francesco Carrabba

L'editore Rocco Carabba

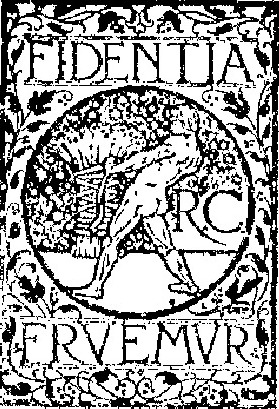
Stemma della Casa editrice "Carabba" di Lanciano

- Mariano Carrabba (1480 circa  - dopo il 1531): definito negli atti nobilis, ricoprì la carica di "massario" del castello di Paglieta, all'epoca feudo della città di Lanciano[12].
- Ascanio Carrabba (1513 circa - dopo il 1590): tra i più ricchi cittadini di Lanciano, sposato con donna Lavinia Realto.
- Francesco Carrabba (1589 circa - dopo il 1620): giureconsulto, trasferitosi a Ruvo del Monte, è ricordato per un trattato sull'indebita tortura e sulla debilitazione delle membra torturate[13].
- Tommaso Carrabba (1588–1671): ricco mercante e membro anziano del consiglio generale della città nel 1656.
- Giovanni II Carrabba (1640- ?): considerato tra i primi mercanti della città nel 1665.
- Francesco Carabba (1734–1799) ricchissimo mercante, fondatore della "Banca Carabba", più volte decurione e deputato dell'annona, nonché tesoriere della municipalità. Fu ucciso con la moglie dai sanfedisti nel 1799[14].
- Giuseppe Carrabba (1738-1803): Colonnello della Real Marina e Comandante del Real Albergo dei Poveri di Napoli, fu sepolto nella nobile Congregazione di Montecalvario[15].
- Servodio Carabba (1757–1840): mantenne importanti alleanze commerciali con le principali piazze europee e impiantò un ramo della famiglia a Venezia[16][17].
- Felicissimo Carabba (1769–1814): sacerdote beneficiario e poi rettore di San Nicola, a seguito dell'impegno in prima persona nella difesa del palazzo Carabba assaltato dai sanfedisti nel 1799, depose l'abito talare e si arruolò nella gendarmeria napoleonica ad Ancona. Raggiunse il grado di maresciallo d'alloggio. Nel 1802 raggiunse l'esercito francese in Lombardia e si distinse nella battaglia di Austerlitz, raggiungendo il grado di colonnello dei cacciatori. Dopo sconfitta di Waterloo[18], si ritirò dapprima a Parigi e quindi a Bergamo, dove venne assassinato da un servo per furto.
- Francesco Saverio Carabba (1762-1842): ricco proprietario elencato come carbonaro di Lanciano e capitano della legione”; durante la municipalità di Lanciano fu tenente della guardia civica[19].
- Pietro Carabba (1772-1855): "fu uomo dotto, stimato e umanissimo"[20], sacerdote e canonico penitenziere del capitolo della cattedrale, fu anche presidente della commissione coordinatrice delle varie sotto-commissioni che si formarono per i festeggiamenti dell'Incoronazione della statua di Santa Maria del Ponte nel 1833[21].
- Gennaro Carrabba (1795-1855): raggiunse il grado di Maresciallo di Campo dei Reali Eserciti e comandante degli Abruzzi[22][23]. Ricoprì inoltre l'incarico di Ispettore Generale di Cavalleria di Linea.[8] È citato nell'Almanacco Reale del Regno delle Due Sicilie quale Commendatore del Reale e militare ordine di San Giorgio della Riunione, nonché Commendatore del Reale ordine di San Ferdinando e del merito.
- Giovanni Battista Carabba (1818-1901): sacerdote, fu latinista e umanista e si dedicò prevalentemente all'insegnamento[24].
- Federico Carabba (1803-1882) notaio, più volte decurione e politico locale[25].
- Nicola Carabba (1803-1863): decurione e consigliere del consiglio comunale di Lanciano.
- Ambrogio Carabba (1817-1875) del ramo di Montenero: studioso di archeologia, poeta e patriota[26].
- Francesco Saverio Carabba (1829-1913): sacerdote, professore e amministratore del seminario arcivescovile[24].
- Rocco Carabba (1854-1924) tipografo e fondatore dell'omonima casa editrice, alla quale collaborarono Gabriele D'Annunzio, Giovanni Papini, Ardengo Soffici, Luigi Pirandello e altri. Nel 1912 si inaugurò il nuovo stabilimento nel quale lavoravano oltre 350 operai. In seguito alle distruzioni della seconda guerra mondiale fallì il 2 maggio del 1950.

## Palazzi e ville
La residenza più antica della famiglia, oggi distrutta, era sita nel quartiere di Civitanova, nella contrada un tempo denominata “Carabba”, dove alcuni rami della famiglia abitarono stabilmente dal XVI ai primi anni del XX secolo.
- Palazzo Carabba in piazza del Mercato (oggi piazza Plebiscito): è ricordato per un assalto di sanfedisti nel 1799[27]Dopo l'incendio, il palazzo fu demolito.
- Palazzo Carabba di via Roma: situato in largo Manin-Carabba, fu ristrutturato dall'ingegner Paolo Virgili nella seconda metà dell'Ottocento, in occasione dell'arretramento del prospetto realizzato per la rettificazione della via a cura dell'ingegner Filippo Sargiacomo.
- Palazzi Carabba di via Garibaldi e di via Ravizza, rimaneggiati dall'ingegner Sargiacomo intorno al 1885.
- Villa Carabba di viale Cappuccini: costruita agli inizi del secolo dall'editore Gino Carabba sposato con donna Olimpia dei baroni Vergilj, su progetto Caoppedè.
- Villa Carabba a Marina: costruita agli inizi del secolo in stile liberty dall'avvocato Filippo Carabba come residenza di villeggiatura.
- Villa Tozzi-Carabba a viale Cappuccini: progettata nell'Ottocento dall'ingegner Filippo Sargiacomo, è ungo via Martiri VI Ottobre.
- Antica casa editrice "Rocco Carabba", era il palazzo all'inizio di viale Cappuccini da Porta Santa Chiara, demolito negli anni '60.
- Villino Carabba al promontorio Turchino, in stile liberty, presso il comune di San Vito Chietino.
- Palazzo Bragadin Carabba a Venezia: trecentesco palazzo veneziano acquistato dal "magnifico dominus Servadio Carabba" quondam Francesco sul finire del XVIII secolo dalla famiglia Bragadin;
- Villa Carabba a Montano Comasco: appartenente alla famiglia Tettamanti di Montano, passato agli inizi del Novecento ai Carabba Tettamanti Radziwiłł
- Castello di Murlo in Umbria: passato per successione femminile ai Carabba Tettamanti Radziwiłł.

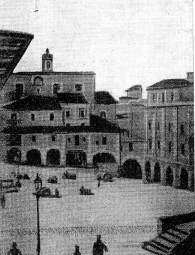
1870 c.a, piazza del Mercato a Lanciano, sulla destra lo storico palazzo Carabba
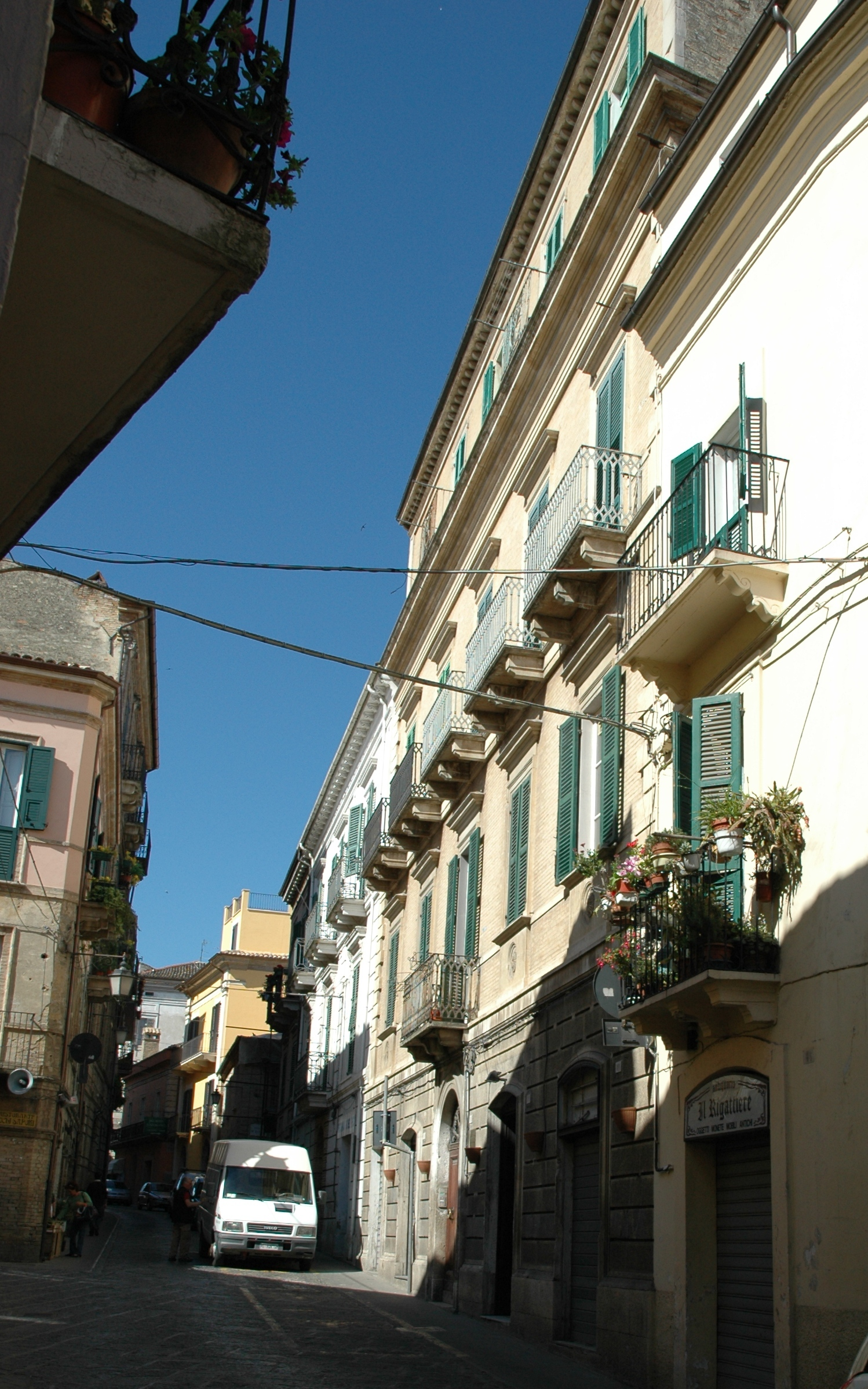
Palazzo Carabba di Via Roma a Lanciano
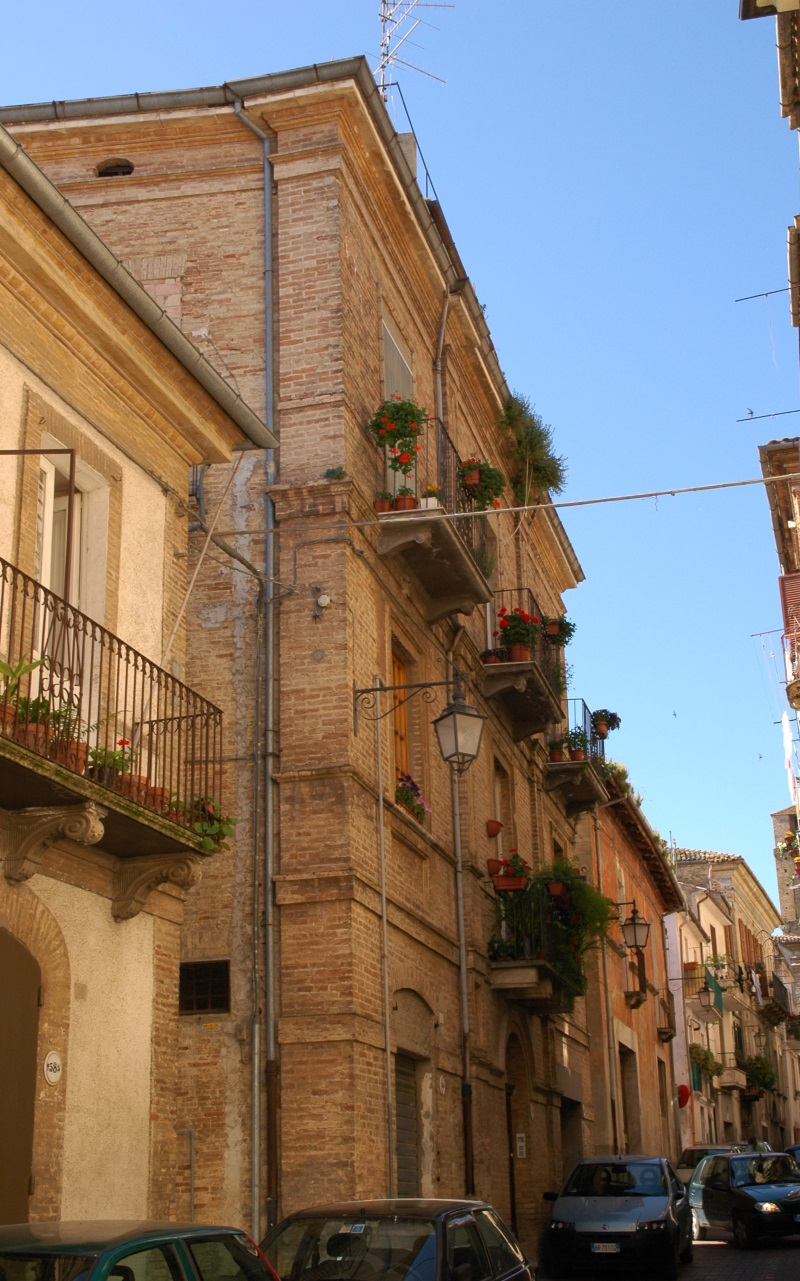
Palazzo Carabba di Via Garibaldi a Lanciano
Villa Carabba Tozzi a Lanciano
Villa Carabba a Marina di San Vito chietino
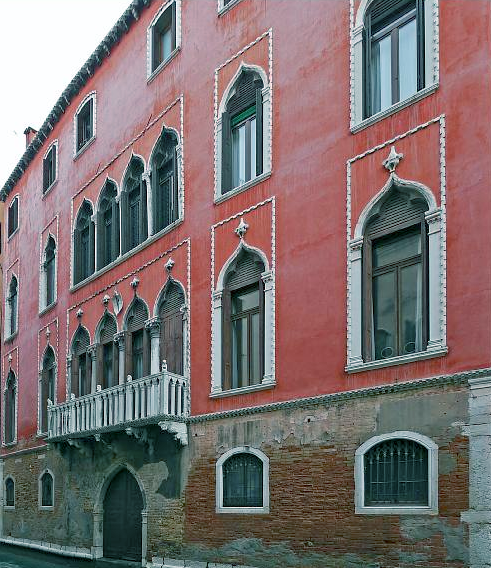
Palazzo Bragadin Carabba a Venezia
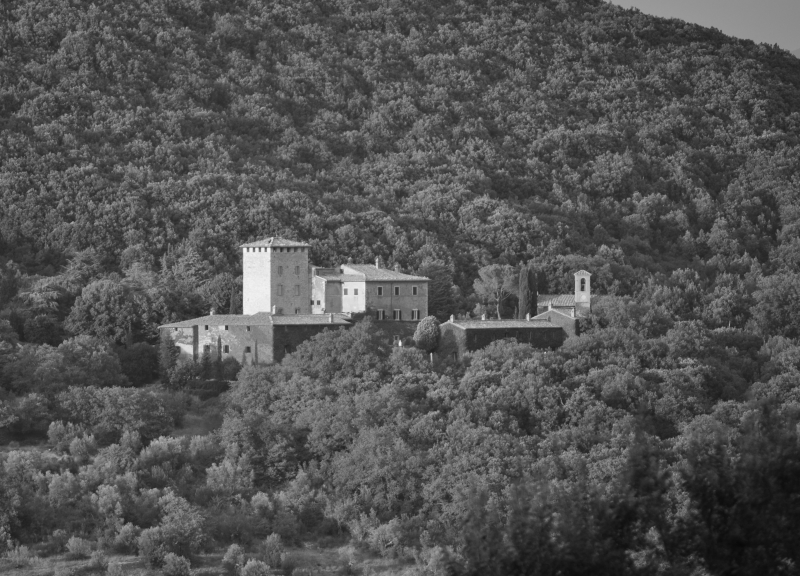
Castello di Murlo o Palazzo Guglielmi Carabba Tettamanti
Villa Tettamanti poi Carabba Tettamanti a Montano